# اشنیبرگ (ارتسگبریگه)
شهر اشنیبرگ (به آلمانی: Schneeberg) در ایالت زاکسن در کشور آلمان واقع شده‌است.